# La Terreur de la pampa
Pour plus de détails, voir Fiche technique et Distribution.
La Terreur de la pampa est un moyen métrage français réalisé en 1932 par Maurice Cammage, sorti en 1933.

## Synopsis
Billy, plongeur à Hollywood, rêve de gloire. Il part pour le Texas et se fait engager dans le ranch de Tom Spielman. Celui-ci est en réalité un bandit, terreur des voyageurs isolés. Grâce à l'amour de la fille adoptive de Spielman, Nelly, et à l'aide du peau-rouge Œil de Perdrix, Billy livre à la justice : la terreur de la pampa et son âme damnée, le nègre Sam.

## Fiche technique
- Titre : La Terreur de la pampa
- Réalisation : Maurice Cammage
- Scénario : José de Bérys et Jean Manse
- Chanson du film : C'est au rythme d'un tango - Paroles de Jean Manse et José de Bérys et musique de Jean Lenoir[1]
- Production : Félix Méric
- Tournage dans les studios Kraemer à Asnières
- Pays :  France
- Format : Noir et blanc - Son mono - 1,37:1
- Genre : Western comique[2]
- Durée : 52 min et (version de 40 min pour Paris[2])
- Date de sortie : 
  - France : 27 octobre 1933[3]

## Distribution
- Fernandel : Billy Forster, le plongeur
- Henri Baudin : Tom Spielman, le bandit
- Joe Alex : Sam, l'âme damnée de Tom
- Pierre Finaly : Le shérif
- Monette Dinay : Nelly